# 青木幸子
青木 幸子（あおき さちこ）は、日本の漫画家。女性。

## 作品一覧

### 休載中
- 王狩（イブニング（講談社）2010年4月 - 2011年10月（第一部完）、既刊3巻）

### 連載終了
- ZOO KEEPER（イブニング（講談社）2006年 - 2009年、全8巻）
- 茶柱倶楽部（週刊漫画TIMES（芳文社）2010年5月 - 2015年11月、全8巻）
- ぴりふわつーん（週刊漫画TIMES（芳文社）2016年11月 - 2018年6月、全4巻）

### 読み切り
- いただきます（モーニング（講談社）2003年18、19、26号掲載、全3話）